# Dränkta i nummerordning
Dränkta i nummerordning (orig. Drowning by Numbers) är en brittisk film från 1988 i regi av Peter Greenaway.